# رائول آنگانوتزی
رائول آنگانوتزی (ایتالیایی: Raúl Anganuzzi؛ زادهٔ ۲۰ ژوئیهٔ ۱۹۰۶ - نامشخص) شمشیرباز اهل آرژانتین بود.
وی در مسابقات کشوری و بین‌المللی در مجموع برندهٔ ۱ مدال برنز شده‌است.